# Byrrhidium convexum
Byrrhidium convexum е вид бръмбар от семейство Листороги бръмбари (Scarabaeidae).

## Разпространение и местообитание
Видът е разпространен в Намибия и Южна Африка.
Обитава сухи и пустинни области, скалисти райони, планини и долини.